# Charles Rosen (Maler)

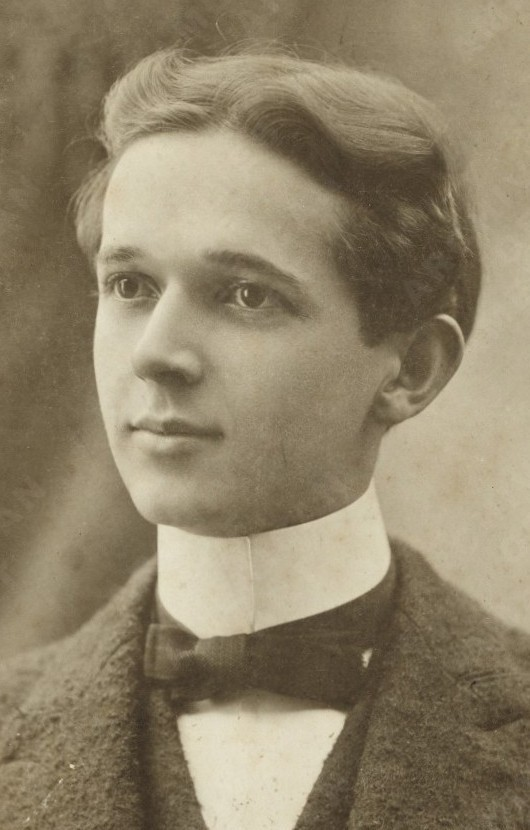
Charles Rosen, ca. 1900. Archives of American Art, Smithsonian Institution

Charles Rosen (* 28. April 1878 in Reagantown (East Huntingdon Township), Westmoreland County, Pennsylvania, USA; † 21. Juni 1950 in Kingston, New York) war ein US-amerikanischer Maler. Er entwickelte sich vom impressionistischen Landschaftsmaler zum modernen Vertreter eines kubistisch-realistischen Stils, der später dem Präzisionismus (engl. Precisionism) zugeordnet wurde.

## Leben
Charles Rosen wurde am 1878 auf einer Farm in Reagantown im Westmoreland County, Pennsylvania, geboren. Mit sechzehn eröffnete er ein Fotostudio in West Newton, Pennsylvania. Später arbeitete er in einem Fotoatelier in Salem, Ohio, bevor er 1898 nach New York City zog, um Illustrator zu werden. Dort studierte er zunächst an der National Academy of Design bei Francis Coates Jones und später an der New York School of Art bei William Merritt Chase und Frank Vincent DuMond.
Im Jahr 1903 heiratete er Mildred Holden und ließ sich mit ihr in der Künstlerkolonie New Hope in Pennsylvania nieder. Dort wurde Rosen insbesondere für seine großformatigen Winterlandschaften bekannt. Ab 1918 unterrichtete er an der Summer School der Art Students League in Woodstock, New York. 1919 wurde er Direktor und zog schließlich 1920 dauerhaft dorthin. Er gehörte zu den Gründern der Woodstock School of Painting (1922) gemeinsam mit Henry Lee McFee und Andrew Dasburg.
In den 1920er Jahren kam er zunehmend unter den Einfluss der Moderne und entwickelte eine neue, kubistisch-realistische Bildsprache. Während der Großen Depression erhielt er öffentliche Aufträge für Wandbilder in Postämtern in Beacon und Poughkeepsie in New York sowie in Palm Beach in Florida, zuletzt 1939. 1940 wurde er vorübergehend Direktor der Kunstschule im Witte Museum in San Antonio, Texas. Nach einem Herzinfarkt im Jahr 1942 konzentrierte er sich auf kleinere Pastelle und Zeichnungen. Charles Rosen starb am 21. Juni 1950 im Alter von 72 Jahren in Kingston, New York.

## Werk

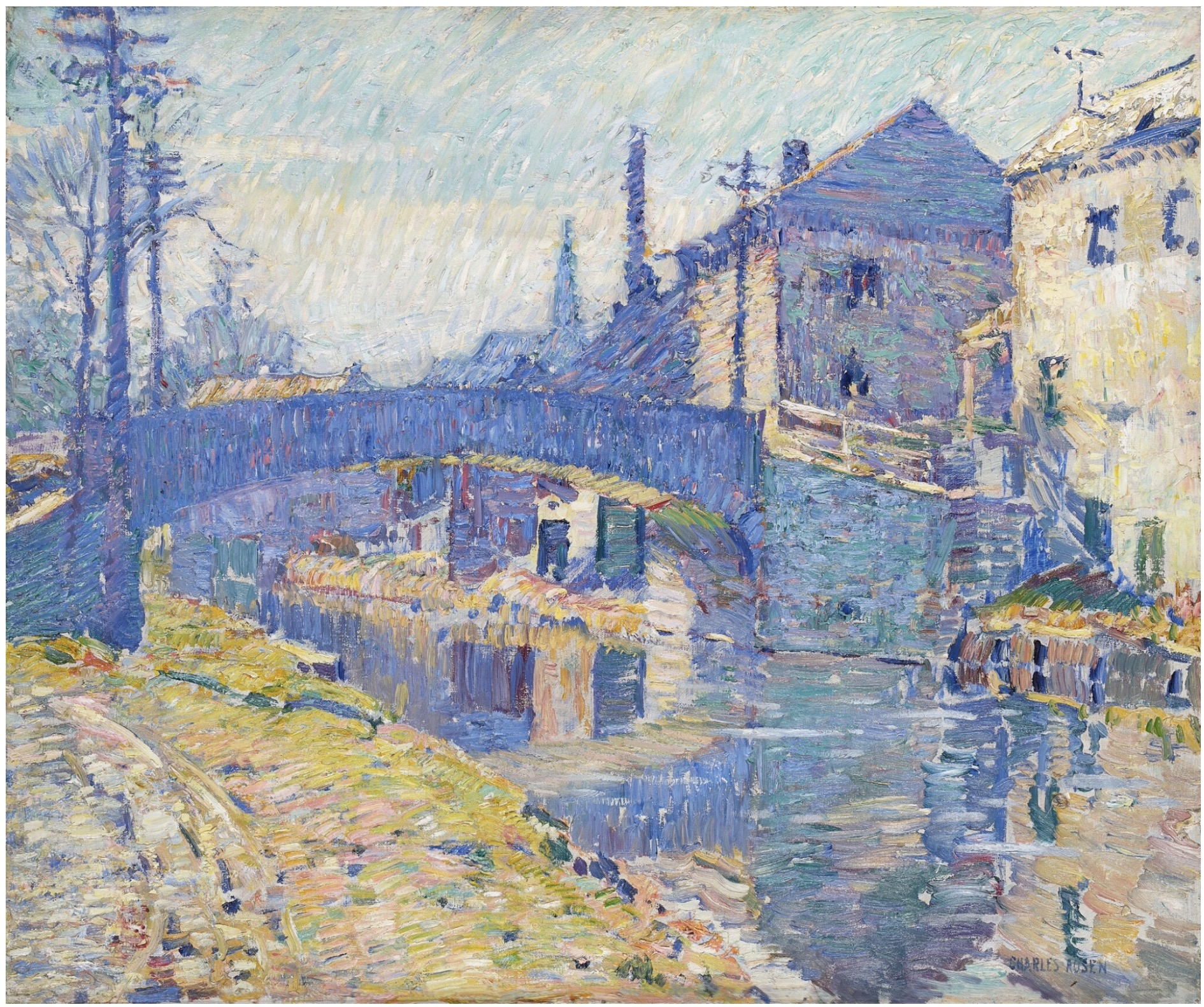
Charles Rosen: A Sunny Morning (um 1920)

Zu Beginn seiner Karriere war Charles Rosen ein angesehener Landschaftsmaler im Stil des Pennsylvania-Impressionismus. Er wurde vor allem für seine großformatigen Schneelandschaften und Frühlingsansichten mit klaren Horizontlinien und dekorativer Komposition berühmt. Diese waren teilweise von japanischen Holzschnitten beeinflusst. Ab etwa 1916 zeigte sich sein Wandel: Unter dem Eindruck moderner Kunstströmungen entwickelte er einen kubistisch geprägten, strukturell rhythmischen Stil. Ab ca. 1920 arbeitete er in Woodstock in einer Weise, die als semi-abstrakt beschrieben wird. Er zeichnete industrielle Motive wie Brücken, Fabriken und Schiffe, die sich durch eine reduzierte Farbpalette und geometrische Klarheit auszeichnen. Er selbst beschrieb seine Idee als „Form, die Leben ausstrahlt“.

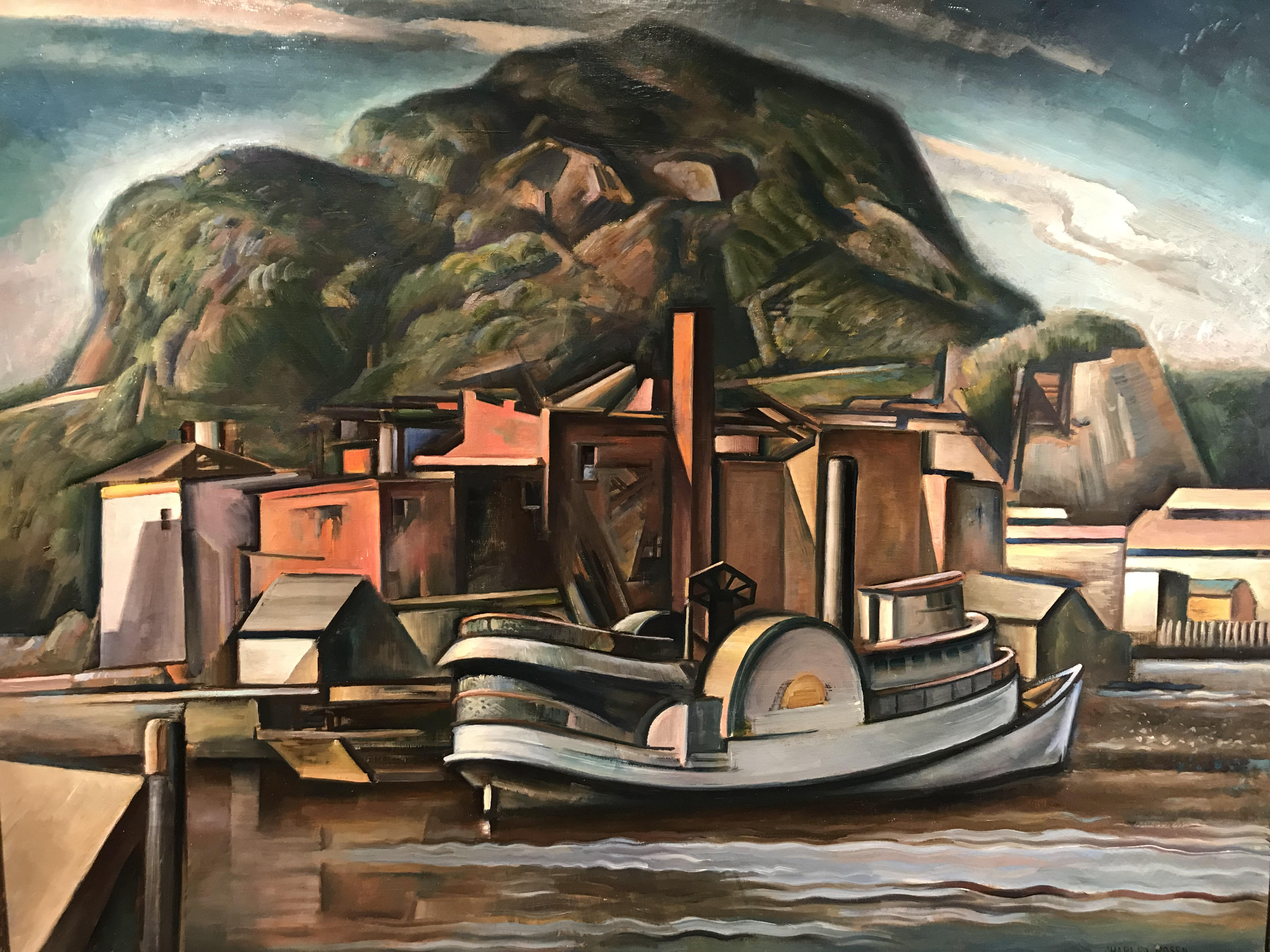
Charles Rosen: Sidewheel in the Rondout

Seine in den 1930er Jahren im Rahmen staatlicher Kunstprogramme entstandenen Wandgemälde – unter anderem in Beacon und Poughkeepsie – zeigen realistisch-dokumentarische Landschaftspanoramen und historische Stadtszenen, die jedoch durch kubische Bauten, zylindrische Schornsteine und konische Türme eine moderne Struktur erhalten. Nach 1942 verschob sich sein Fokus auf kleine Pastelle und Zeichnungen, dennoch blieb er seiner formalen Erforschung treu. Dabei wurden Landschaft, familiäre Motive und religiöse Symbolik zunehmend zum Thema. Insgesamt verbindet sein Œuvre impressionistische Farbfreude mit strenger formaler Disziplin und moderner Struktur.